# أطلانطس: الكشف عن القارة المفقودة
أطلانطس- الكشف عن القارة المفقودة هو كتاب تاريخي زائف من تأليف «تشارلز بيرلتز». يسرد الكاتب في الكتاب العديد من النظريات البديلة حول مكان وجود جزيرة أطلانطس الأسطوري المحتمل، ويستشهد بأساطير وقصص مختلفة قد تدعم تلك النظريات المختلفة. تمت تغطية جميع المجالات والنظريات بدءًا من نظريات الفيلسوف «أفلاطون»، وجزيرة كريت (ثيرا)، وجزر الأزور، ونهاية بالعراف الشهير «إدغار كايس.»
«تشارلز بيرلتز» هو مؤلف العديد من الكتب المشهورة عن الظواهر الخارقة والغير مفسرة، قام بالبحث في أسطورة أطلانطس وكتب كتابًا صدر عام 1969 بعنوان «لغز أطلانطس». لم يكن بيرلتز مقتنعاً بأن عالم أطلانطس حقيقيًا فحسب ولكنه أيضًا كان بمثابة مصدر لكتابته، وهو موضوع استكشفه في كتابه الأكثر مبيعًا «مثلث برمودا» في عام 1974. يشرح بيرلتز في الكتاب أنه يعتقد بشدة أن هناك كائنات فضائية متورطة بطريقة ما في أطلانطس ومثلث برمودا. تم وصف أفكاره بأنها علمية زائفة. تم كشف زيف أفكار بيرلتز الجامحة حول مثلث برمودا، وبالتالي أطلانطس- بشكل قاطع في العام التالي من قبل الباحث «لاري كوشي» مؤلف كتاب «حل لغز مثلث برمودا»  عام 1975.
في عام 1984، كتب بيرلتز كتاب أطلانطس: الكشف عن القارة المفقودة، لمواجهة أفكاره التي أسقطها النقاد.

## النظريات

### نظرية الكارثة النووية
طبقًا للباحث المتشكك "جاي بي هاريسون" الذي انتقد تصريحات "بيرلتز" حول أطلانطس باعتبارها غير منطقية كتب ما يلي: "تشارلز بيرلتز، الكاتب نفسه الذي أثار الجدل حول وجود مثلث برمودا، كتب أيضًا كتاب أطلانطس: الكشف عن القارة المفقودة. ذهب بيرلتز إلى أبعد من ذلك عن طريق اعتقاده بأن سكان أطلانطس يمتلكون أسلحة نووية منذ عدة آلاف من السنين، وكانت حربًا نووية واسعة النطاق هي التي دمرت أرضهم وثقافتهم!

#### نظرية الأسباب الطبيعية
اعتقد بيرلتز أن جزر الأزور تحمل مفتاح لغز أطلانطس وكتب: «النشاط البركاني يحدث باستمرار في منطقة الأزور، حيث لا تزال هناك براكين نشطة... لقد غيرت تلك البراكين شكل الجزر باستمرار، مع اختفاء أجزاء كبيرة من جزر كورفو وفلوريس، والتي تم رسم خرائط لها منذ عام 1351 مع اختفاء أجزاء كبيرة من جزيرة كورفو في البحر».
في هذه النظرية افترض أن أطلانطس كانت في وسط شمال المحيط الأطلسي، وبسبب أسباب طبيعية غرقت ببطء على مر السنين.

##### نظرية الغمر السحري
في نظريته الأخيرة، ادعى بيرلتز أن السيناريو الذي قدمه أفلاطون كان صحيحًا في الأساس. على الرغم من أن معظم أدلته كانت مثيرة للتفكير، إلا أن أدلته كانت من ضئيلة إلى معدومة. هنا كان غواص ما قد حدد موقع هرم ضخم مغمور بالقرب من جزر الباهاما، لكنه لم يكشف عن الإحداثيات. «من المفترض أن جزيرة ظهرت من المحيط الأطلسي في عام 1882، مكتملة بالمصنوعات البرونزية، ولكن لم يتم العثور عليها مرة أخرى، وتم تدمير سجل السفينة التي اكتشفتها في هجوم لندن في عام 1940». من المفترض أنه كان يشير إلى هرم كويكويلكو، الذي اكتشفه بايرون كامينغز من جامعة أريزونا في عام 1922.
بناءً على هذا يدعي بيرلتز أن أطلانطس يقع في مكان ما في مثلث برمودا بين عامي 1968 و 1969، كما توقع إدغار كايس قبل وفاته في عام 1945.

## كشف زيف نظريات تشارلز بيرلتز

### لاري كوشي
الباحث لاري كوشي، الذي نشر كتاب «حل لغز مثلث برمودا» عام 1975، قد أشار بأن بيرلتز وغيره من المؤلفين بالغوا في ادعاءاتهم ولم يجروا أي بحث مناسب. وفسر بأن من قدموا بعض حالات الاختفاء على أنها «ألغاز»، هي في الأصل لم تكن ألغازًا على الإطلاق، وبعض الحالات المبلغ عنها لم تحدث حتى داخل مثلث برمودا.
بعد إجراء بحث مكثف حول هذه المشكلة، خلص كوشي لنتيجة وهي أن عدد حالات الاختفاء التي حدثت داخل مثلث برمودا لم تكن في الواقع أكبر من أي منطقة أخرى متشابهة في المحيط، وأن الكتاب الآخرين قدموا معلومات خاطئة - مثل عدم الإبلاغ عن العواصف التي حدثت في نفس يوم الاختفاء، وفي بعض الأحيان جعل الأمر يبدو كما لو أن الظروف كانت هادئة لأغراض خلق قصة مثيرة. باختصار لم يقم مؤلفو مثلث برمودا السابقين بأبحاثهم و «اختلقوها» عن قصد أو عن غير قصد.
عمل كتاب «حل لغز مثلث برمودا» على دحض الأسطورة التي أنهت فعليًا معظم الضجيج عن مثلث برمودا. عندما عجز مؤلفون مثل بيرلتز وآخرون عن دحض نتائج كوشي، واجه حتى أكثر المؤمنين ثباتًا صعوبة في البقاء واثقًا من قصة مثلث برمودا المثيرة. ومع ذلك، استمرت العديد من مقالات المجلات والبرامج التلفزيونية والأفلام في إبراز نظرية مثلث برمودا.